# Aéroport international de Genève
Pour les articles homonymes, voir GVA.
L'aéroport international de Genève (code IATA : GVA • code OACI : LSGG), officiellement appelé Genève Aéroport et couramment appelé aéroport de Genève-Cointrin, est un aéroport international situé dans le canton de Genève, en Suisse. Il dessert principalement la ville de Genève, son canton, le Grand Genève et la Suisse romande, mais aussi les zones voisines de France jusqu'à Grenoble. Il est le deuxième aéroport de Suisse après celui de Zurich, tant par la taille que par le trafic passagers. En 2019, 44,8 % de son trafic passagers était lié à l'activité de la compagnie aérienne EasyJet, pour qui Genève est le deuxième plus grand hub après Londres-Gatwick et le hub principal d'EasyJet Switzerland.
L'aéroport de Genève est géré par Genève Aéroport, entreprise publique autonome propriété du canton de Genève qui en est l'unique actionnaire.
Hormis une légère baisse de fréquentation en 2009, due à la crise économique, le trafic passagers est en croissance constante depuis 2002. Mais en 2020, 5,6 millions de passagers ont été accueillis à l'aéroport de Genève (une baisse de 68,8 % par rapport à 2019). Cette baisse est due à la pandémie de covid-19 qui a ralenti le trafic aérien. Le mois le plus chargé a été janvier avec 1,5 million de passagers et avril fut le mois le moins agité avec seulement 6 300 passagers. En 2021, conséquence de la pandémie Covid-19, le trafic passagers est resté largement inférieur aux années d'avant crise. Mais grâce à une reprise marquée au deuxième semestre, Genève Aéroport a accueilli 5,92 millions de passagers en 2021, soit 5,8 % de plus qu'en 2020. 
Ensemble, avec Zurich et Bâle il fait partie des trois aéroports nationaux suisses.

## Situation
L’aéroport international de Genève est situé sur la rive droite du canton de Genève, en Suisse. Il étend son emprise sur les territoires des communes du Grand-Saconnex, de Meyrin et de Bellevue.

### Carte des aéroports en Suisse
| \| 20 km1:1 107 000 \| EuroAirport Basel-Mulhouse-Freiburg Zurich Genève Berne Birrfeld Bressaucourt Fribourg Granges La Chaux-de-Fonds Lausanne Lugano Samedan Saint-Gall Sion Alpnach Buochs Dübendorf Emmen Payerne Ambri Amlikon Bad Ragaz Bellechasse Bex Biel-Kappelen Buttwil Courtelary Dittingen Fricktal-Schupfart Gruyère Hasenstrick Hausen am Albis Kägiswil La Côte Langenthal Locarno Lodrino Lommis Luzern-Beromünster Mollis Montricher Neuchâtel Môtiers Münster Olten Rarogne Reichenbach Saanen Schaffhausen Schänis Sitterdorf Speck-Fehraltorf St. Stephan Thoune Triengen Wangen-Lachen Winterthur Yverdon-les-Bains Zweisimmen |
| 20 km1:1 107 000 |

## Histoire
Le 11 octobre 1919, le Grand Conseil de la République et canton de Genève vote une loi implantant un champ d'aviation, à environ 4 km au nord de la ville, près du village de Cointrin. Le premier appareil, piloté par le pilote Edgar Primault, atterrit le 23 septembre 1920.
En 1922 ont eu lieu les ouvertures des premières lignes commerciales vers Lausanne, Zurich, Paris, Munich et Nuremberg.
En 1937, la première piste en béton fut coulée. Et la piste fut rallongée jusqu'à 2000 mètres en 1946, après la Seconde Guerre mondiale.
En 1947, Swissair assure la première liaison Genève - New York.

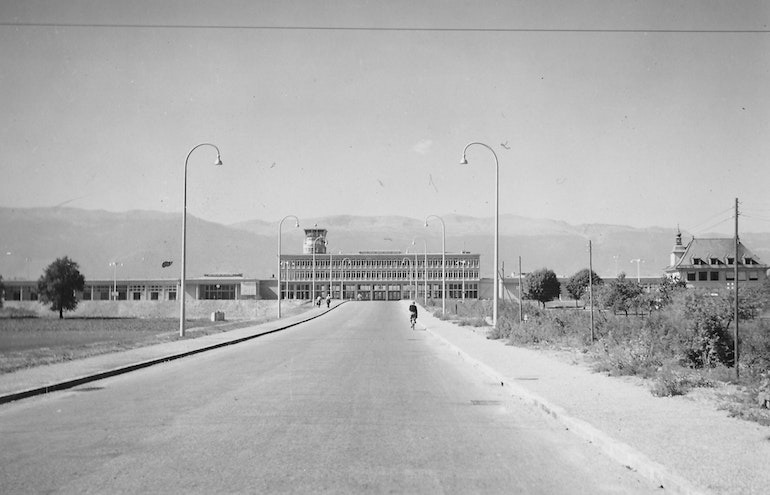
L'aéroport international de Genève en 1949.

Une nouvelle aérogare est mise en service le 20 mai 1949 pouvant accueillir jusqu'à 300 000 passagers par an.
La piste fut portée à 3 900 mètres en 1956 ce qui en fait l'une des pistes les plus longues d'Europe. Avec cela, l'aéroport de Genève peut accueillir tout type d'avions, comme des avions à réaction. Afin de la réaliser, la Suisse et la France ont conclu une convention d'échange de territoire entre les deux pays. Le premier avion à réaction s'est posé à Genève Cointrin en 1959.

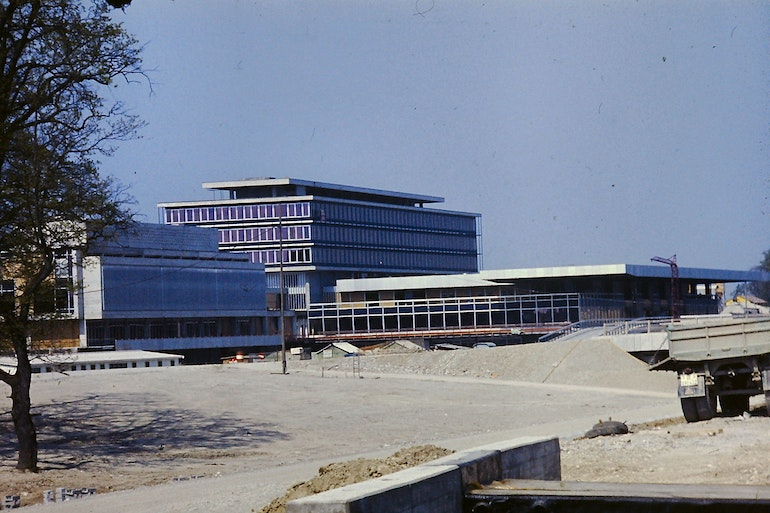
L'aéroport international de Genève en 1967.

En 1968, l'aérogare sous-dimensionnée est rénovée. Elle peut alors accueillir jusqu'à 5 millions de passagers. Ce n'est qu'en 1985 que ce chiffre est franchi. La même année, la nouvelle tour de contrôle est construite. Cette dernière se charge seulement de réguler le trafic aérien au départ, en approche et à l'atterrissage, l'ancienne tour est chargée du trafic en roulage au sol.
Le 9 février 1970, le premier Boeing 747 jamais vu en Suisse se pose à Cointrin en provenance d'une capitale européenne. Ce B-747-131 rouge et blanc de la TWA, immatriculé N93103, aux mains du capitaine Frankum, vice-président de TWA, n'emporte que quelques passagers. C'est un événement local et René Hug l'a préparé en fournissant au journal du jour La Suisse un copieux article sur le sujet. Il n'est pas prévu de manifestation particulière mais la foule curieuse est venue nombreuse regarder le « Jumbo ». L'appareil se range à côté d'un des trois satellites circulaire du tarmac qu'il domine et rend rapidement minuscule. On apporte des passerelles-escalier à roulettes qui s'avèrent trop basses pour se placer devant chaque porte. On devra ajouter cinq marches. Une 1re adaptation est déjà nécessaire pour que l'équipage puisse descendre au sol. Il faudra rapidement prévoir pour cette aérogare neuve, ouverte à mi 1968, un terminal adapté à ces appareils et une extension du tarmac. Cela nécessitera le vote du peuple mais Zurich le réalisera avant Genève.
En 1987, l'aéroport est raccordé au réseau ferroviaire avec l'entrée en service de la gare des Chemins de fer fédéraux (CFF).
En 1988, mise en service de la nouvelle halle fret.
En 1996, Swissair annonce le transfert de ses vols long-courriers de Genève à l'Aéroport international de Zurich Kloten.
La compagnie EasyJet s'installe à l'aéroport de Genève en 1999. Genève deviendra l'un des principaux hubs de cette compagnie.

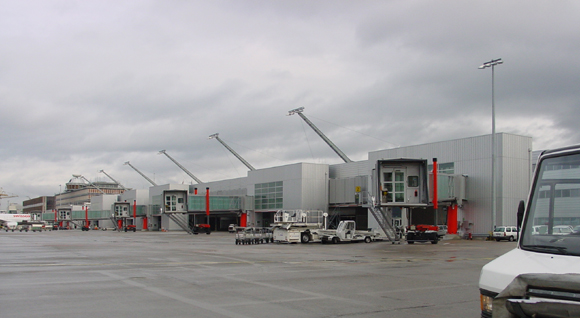
La nouvelle Aile Ouest inaugurée en 2000.

L'aile ouest de l'aéroport est mise en service en juillet de l'an 2000. Elle est la première étape d'une modernisation visant à offrir de nouvelles salles d'embarquement frontales. Elle se caractérise par cinq positions dites « en contact » qui permettent aux passagers d'embarquer via des passerelles télescopiques. Parallèlement, un bâtiment des opérations (Bat'Ops) réunissant la plupart des services aéroportuaires en relation avec les activités opérationnelles, qu'il s'agisse de ceux de l'aéroport (placement des avions, police aérienne, statistiques) ou de ses partenaires (agents d'assistance, Skyguide, MétéoSuisse) a ouvert ses portes également en décembre 2000.
Le mardi 14 décembre 2004, l'Aéroport International de Genève a officiellement inauguré, en présence de Monsieur Moritz Leuenberger, Conseiller fédéral, et de Monsieur Carlo Lamprecht, conseiller d'État et président du conseil d'administration de l'AIG, ses nouvelles salles d'embarquement frontales (NSEF). Il s'agit de la dernière phase de l'adaptation de l'aérogare prévue au plan directeur dans le cadre du programme d'investissements 1996-2005.
Le « One Stop Security », un système de détection des objets par rayon X (lors du passage à la borne de sécurité), a permis d'associer les passagers en direction ou en provenance d'un aéroport de pays de l'Union européenne et de l'Association européenne de libre-échange (AELE), par l'instauration de contrôles de sécurité généralisés avant la zone transit et non plus devant chaque porte ou secteur d'embarquement.
En 2007, les travaux de la « planification airside » commencent. Ceux-ci se termineront en 2015. Cette étape vise à utiliser au mieux l'espace assez limité du tarmac, afin de profiter au maximum des possibilités de stationnement. Pour les concepteurs, il s'agit « d'optimiser l'utilisation des positions gros porteurs pour augmenter la capacité en front d’aérogare [et de] maximiser le nombre de positions éloignées afin de faire face aux pointes de trafic ».
Pour augmenter la capacité de la piste, un système de « sortie rapide » a été mis à l'étude, avec lequel les avions après l'atterrissage sortent de la piste principale le plus rapidement possible en empruntant des ramifications perpendiculaires à la piste.
Avec l'entrée de la Suisse dans l'espace Schengen fin 2008, il a fallu séparer les passagers en direction et en provenance d'un État dit « Schengen » (les 22 pays de l'Union européenne appliquant les accords, l'Islande, la Norvège et la Suisse) des autres. C'est pourquoi des zones d'embarquement ont été allouées aux vols en direction de ces pays, pour lesquels le contrôle à la frontière n'existe plus.
Le coût de cette première étape (T1+, One Stop Security et Schengen) a été évalué à 60 millions de francs suisses, entièrement pris en charge par l'AIG.
L'aéroport accueille son 10 millionième passager en 2007.
Le 21 janvier 2010, l'Airbus A380 se pose pour la première fois sur la piste. Quelques mois après, le 21 septembre 2010, c'est le Solar Impulse qui se pose à son tour .
En 2011, l'aéroport change de nom à « Genève Aéroport », anciennement « Aéroport international de Genève ».
En 2013, la compagnie SWISS (Swissair a fait faillite en 2002) se redéploie à Genève.
Le 15 juin 2021, le président des États-Unis, Joe Biden, atterrit avec Air Force One en marge du sommet Biden-Poutine. Le lendemain, c'est au tour du président de la fédération de Russie, Vladimir Poutine avec un Ilyushin Il-96-300PU.

### Bâtiments
L'aérogare d'origine étant devenue trop exiguë, une nouvelle aérogare, prévue pour 300 000 passagers par an, entre en service le 20 mai 1949. Les prévisions étant dépassées en moins de 5 ans, l'actuelle aérogare est construite à quelques centaines de mètres de l'ancienne et inaugurée le 17 mai 1968. Prévue pour 5 millions de passagers par an (seuil franchi en 1985), celle-ci est modernisée et agrandie à plusieurs reprises au cours des années 1990 et 2000 (aile ouest et zone frontale notamment). L'ancienne aérogare est alors reconvertie en terminal pour les vols charters. De plus, pour améliorer l'accès de l'aéroport, la gare de Genève-Aéroport des Chemins de fer fédéraux (CFF), à laquelle aboutissent tous les trains se rendant à Genève depuis le reste de la Suisse, est construite sur le site et inaugurée le 31 mai 1987.
L'aéroport de Genève est équipé d'un système de 282 panneaux solaires thermiques. Ils servent à réchauffer les bâtiments et à les refroidir. L'installation est inaugurée en juin 2013.

#### Nouvelle aile est de l'aéroport

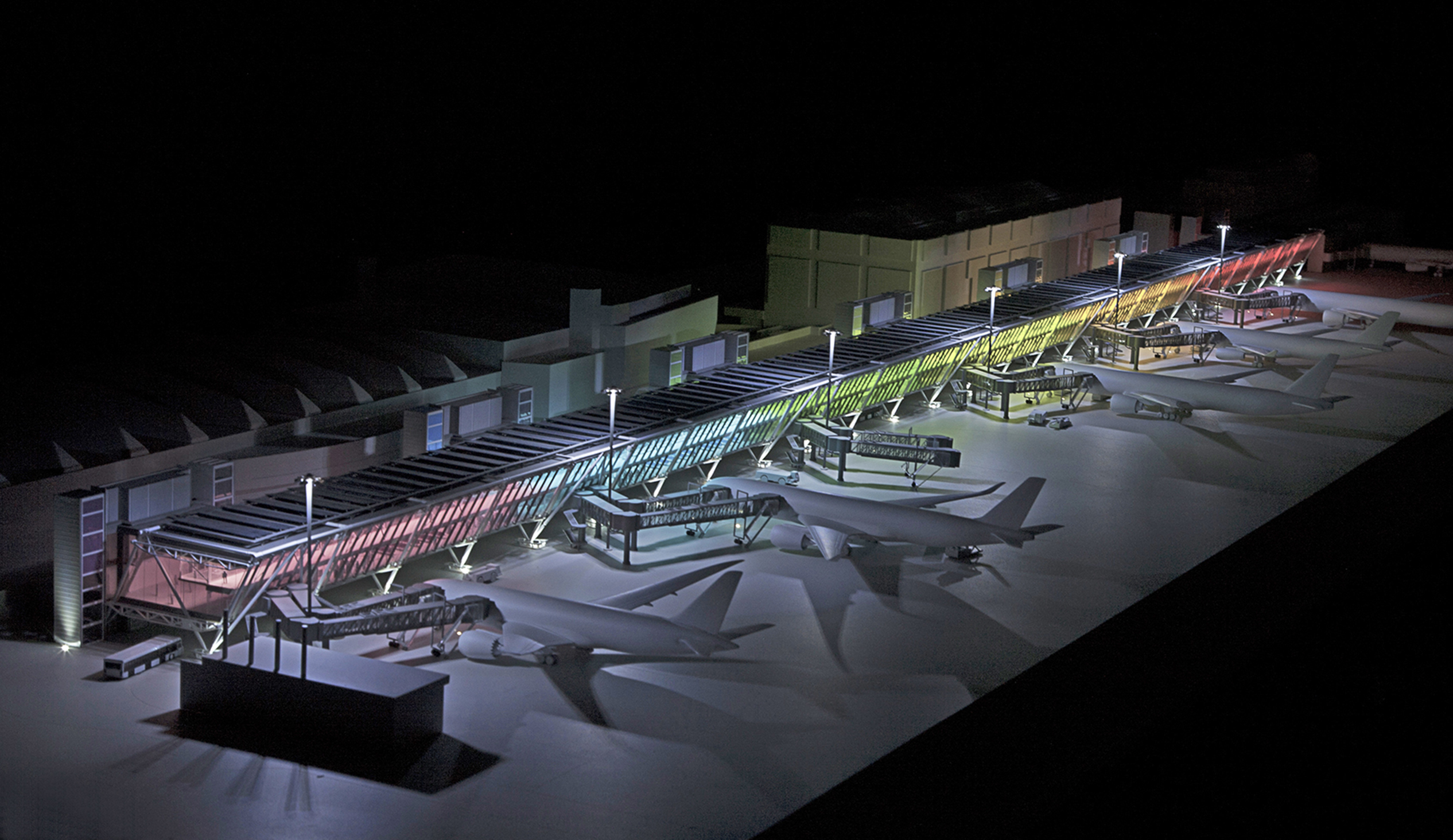
Maquette de l'Aile Est.

En 2015, débutent les travaux de la nouvelle aile est de l'aéroport (l'ancienne, datant de 1974, devenue trop vétuste). Celle-ci vient compléter la planification du tarmac dite « airside », une extension du terminal principal, appelée « aile est », a été inaugurée en décembre 2021. Le projet consistait à remplacer l'actuel bâtiment d’accueil des vols long-courrier, construit à titre provisoire dans les années 1970, par un bâtiment de 520 m de long pouvant accueillir 6 gros porteurs. L'ancienne structure ne permettait d’accueillir que trois appareils au contact ; les 4 positions restantes, situées au large, nécessitaient le transport des passagers par bus.

La position située la plus à l'extrémité de la nouvelle aile permet l'accueil d'un A380. Toutefois, l'aéroport de Genève n'est actuellement pas homologué pour accueillir l'A380, en raison de l'étroitesse des taxiways qui séparent la piste des 3 satellites. À moyen terme, le remplacement de la piste en herbe (04L/22R) par un taxiway au nord de la piste principale permettrait d'éviter la proximité des satellites et d'accueillir d'éventuels vols en A380.

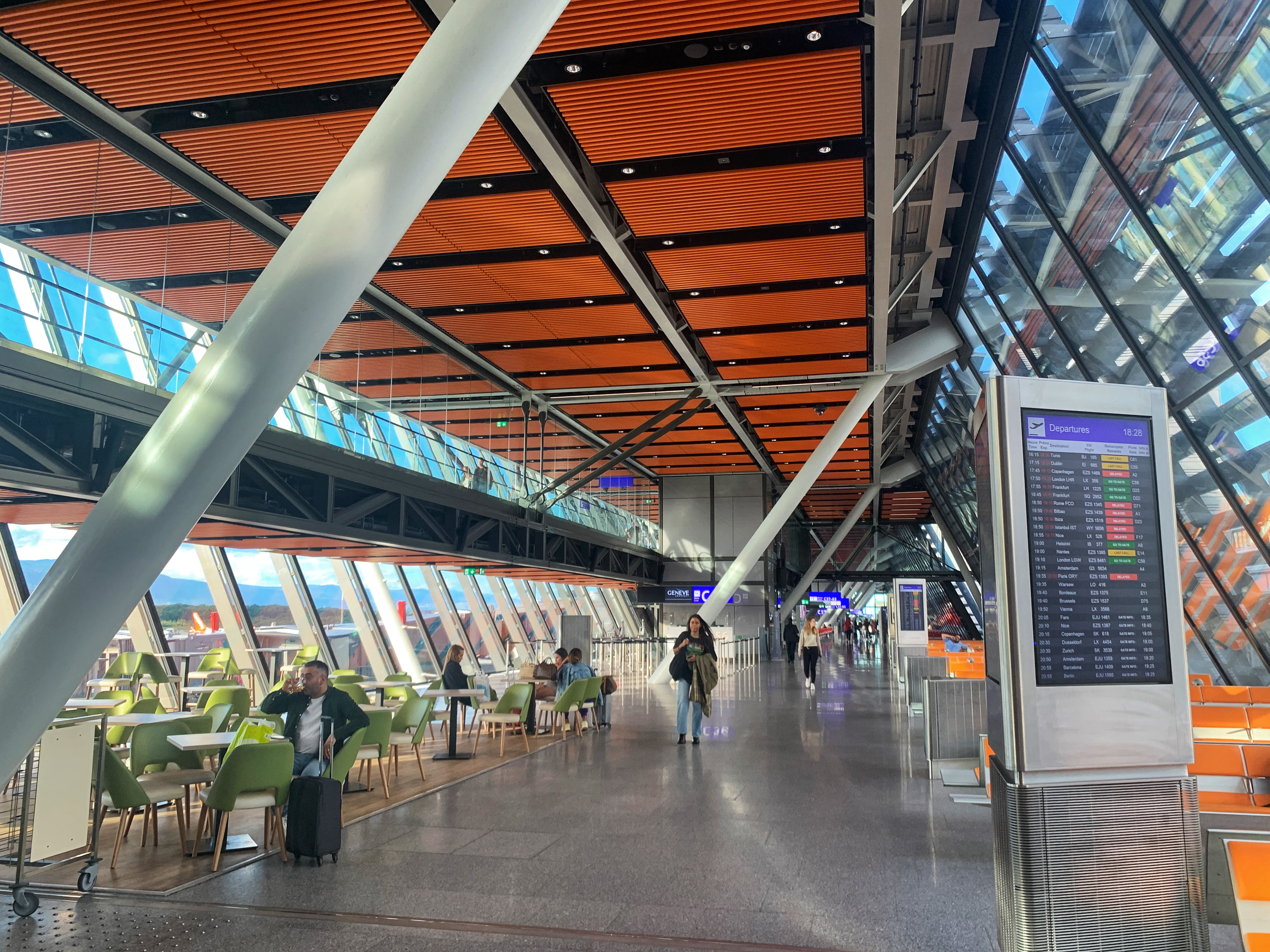
La nouvelle Aile Est du Terminal 1 destinée aux vols non-Schengen.

La construction de l'aile Est était envisagée par l'aéroport de Genève depuis le début des années 1990. Sa desserte était prévue au moyen de deux rames de métro sur pneus courant de l'aérogare principale à l'extrémité de la nouvelle aile. À la suite du retrait imprévu des vols long-courrier, hormis New-York, au départ de Genève de la compagnie Swissair en 1996, relocalisés à l'aéroport de Zurich-Kloten, le projet a été reporté. En 2012, des travaux préparatoires sont menés sur le site. En mai 2013, la demande d’approbation des plans de construction est mise à l'enquête publique par l'Office fédéral de l'aviation civile. Elle est finalement acceptée en octobre 2014. Les travaux ont débuté en 2016 et devaient s'achever fin 2020. Elle sera finalement mise en service le 14 décembre 2021. Elle peut accueillir 2 800 passagers par heure au départ et 3 000 à l'arrivée.
Par ailleurs, elle contribue à l'amélioration du bilan énergétique de l'aéroport de Genève en incluant une surface de 7 000 m2 de panneaux solaires et des technologies d'isolation améliorées.
La nouvelle aile est mise en service le 14 décembre 2021. Elle est conçue pour les vols long-courriers et vols hors espace Schengen.

### Lignes aériennes
- En 1922, les premières lignes commerciales, Genève-Lausanne-Paris, Genève-Lyon et Genève-Zurich-Munich-Nuremberg sont ouvertes.
- Un Douglas DC-4 de Swissair effectue, le 2 mai 1947, la première liaison Genève-New York-Genève.
- Le 17 juillet 1959 a lieu le premier atterrissage d'un avion commercial à réaction : une Caravelle de SAS.
- Le 4 avril 1996, Swissair annonce sa décision de retirer, dès l'horaire d'hiver 1996-1997, la plupart de ses vols long-courriers intercontinentaux au départ de Genève, seule subsistant la liaison avec New York.
- Au cours de l'été 2008, 45 compagnies aériennes régulières desservaient Genève, easyJet Switzerland étant celle qui transportait le plus de passagers.

En 2018, l'aéroport de Genève est relié à 112 destinations, dont 82 en Europe.

### Piste
L'aéroport comporte une seule piste bétonnée, orientée 04/22. Il s'agit de l'un des aéroports à une piste les plus fréquentés du monde, derrière ceux de Londres Gatwick, Lisbonne et de San Diego. Lors de vents calmes allant jusqu'à 4 nœuds dans n'importe quelle direction, la piste 22 est en service, de même que si le vent est plus fort et souffle vers l'est ou le nord-est. Si le vent dépasse les 4 nœuds et souffle vers le sud, le sud-ouest ou le sud-est (vent de travers), la piste 04 est utilisée. Cette règlementation a été mise en place pour répartir équitablement les nuisances sonores.
La première piste en béton, longue de 405 m et large de 21, est inaugurée en 1937. Trois ans plus tard, elle est portée à 1 065 m puis à 2 000 m en août 1946. L'actuelle piste de 3 900 m est mise en service durant l'été 1960. Elle est particulièrement longue, surtout pour un aéroport de cette taille. Sa construction complète n'a pu se faire qu'après un échange de territoire frontalier entre la Suisse et la France. En effet, le bout de la piste de 1946 coïncidait avec la frontière et les terrains adjacents étaient sur sol français (commune de Ferney-Voltaire). Les autorités des deux pays ont donc procédé à une rectification, de sorte que la Suisse puisse étendre la piste. Depuis, la partie nord-ouest de la piste longe la frontière franco-suisse qui est distante d'environ 120 mètres. Ces travaux ont fait disparaître l'ancien hameau de La Limite et entraîné la construction d'un tunnel et d'une nouvelle douane, qui est, fait exceptionnel, entièrement située en territoire français et fait donc l'objet d'une convention internationale quant à l'autorité des douaniers suisses.
La piste parallèle en herbe 05L/23R, utilisée par l'aviation légère, a été fermée fin 2017.

L'aérodrome de Genève en 1931.
Travaux du prolongement de la piste en 1946 pour la porter à 2 000 m vue de l'est.
La piste et l'aéroport vue de l'ouest en 1950.
Travaux du prolongement de la piste en 1959 pour la porter à 3 900 m vue de l'est.
La piste et l'aéroport vue du sud-ouest en 1968.
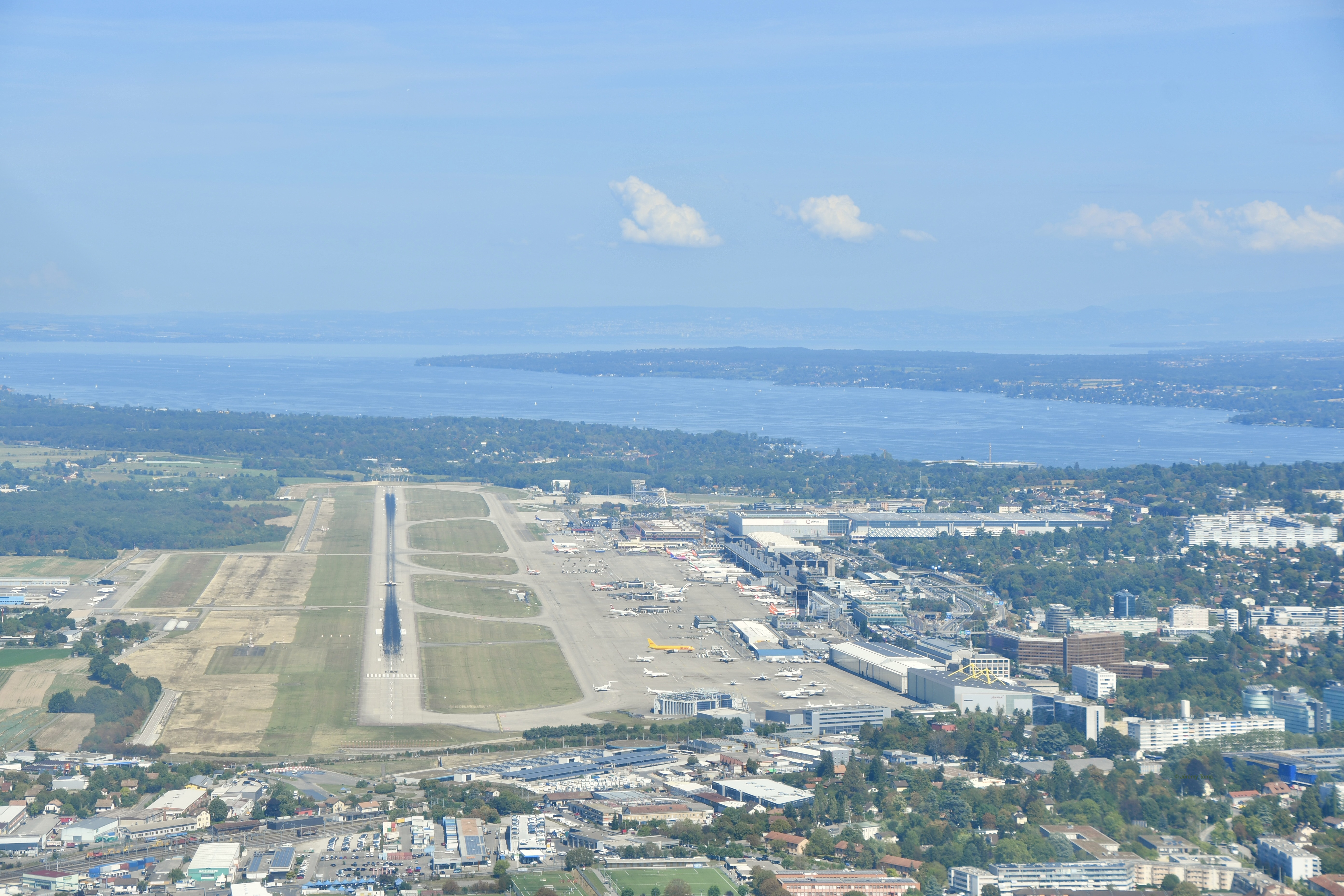
La piste vue du sud-ouest en 2023.

La piste de l'aéroport change de numéro le 13 septembre 2018 pour devenir 04/22, à la suite du déplacement du Nord magnétique qui indique donc une direction 224/44, dont les dizaines forment les numéros 22 et 04. Il s'agit du premier changement de ce type à Genève, qui aura connu jusqu'ici la 05/23.

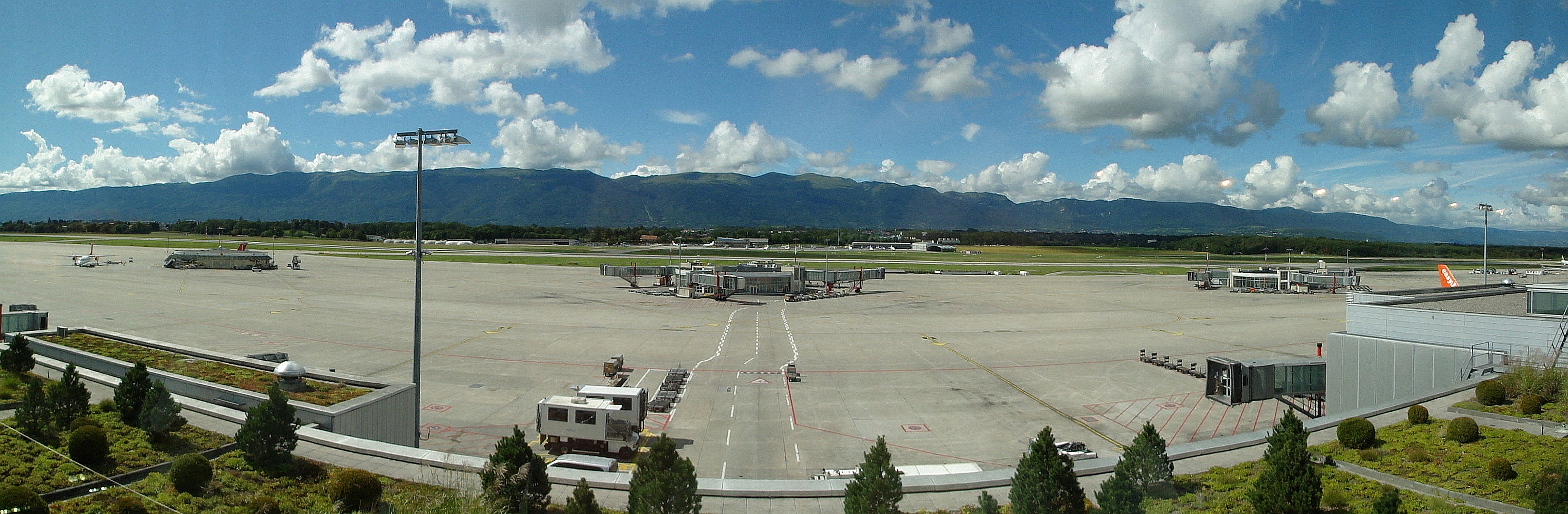
Tarmac de l'aéroport international de Genève et massif du Jura.

### Détournements
- Le 24 juillet 1987, le pirate de l'air libanais Hussein Hariri, détourne un McDonnell Douglas DC-10 d'Air Afrique en provenance de Brazzaville avec 166 passagers à son bord. Il exécute un passager français et exige de faire repartir l'avion en direction de Beyrouth. Les autorités aéroportuaires refusent et les passagers se libèrent d'eux-mêmes[27].
- Le 17 février 2014, le copilote, détourne un Boeing 767 d'Ethiopian Airlines en provenance d'Addis-Abeba avec 202 passagers à son bord. L'avion était censé atterrir à Rome. Le copilote demande l'asile politique en Suisse déclarant être persécuté par le gouvernement de son pays[28].

## Trafic passagers

### En graphique
Le graphique qui aurait dû être présenté ici ne peut pas être affiché car il utilise l'ancienne extension Graph, désactivée pour des questions de sécurité. Des indications pour créer un nouveau graphique avec la nouvelle extension Chart sont disponibles ici.

Voir la requête brute et les sources sur Wikidata.

### Zoom sur l'impact du covid de 2019-2020
Le graphique qui aurait dû être présenté ici ne peut pas être affiché car il utilise l'ancienne extension Graph, désactivée pour des questions de sécurité. Des indications pour créer un nouveau graphique avec la nouvelle extension Chart sont disponibles ici.

Voir la requête brute et les sources sur Wikidata.

### En tableau
| Année | Passagers (en millions) | Taux d'évolution (%) | Commentaires                                                                          |
| ----- | ----------------------- | -------------------- | ------------------------------------------------------------------------------------- |
| 2024  | 17,7                    | +7,97 %              | Inférieur de 0,73% par rapport à 2019.                                                |
| 2023  | 16,4                    | +17 %                | Près de 92 % par rapport à 2019 (avant pandémie)                                      |
| 2022  | 14                      | +137,8 %             | Augmentation démesurée par rapport à 2021 due aux allègements des restrictions Covid. |
| 2021  | 5,92                    | +5,8 %               | Augmentation par rapport à 2020, mais inférieur aux années avant crise.               |
| 2020  | 5,6                     | - 68,8 %             | Forte baisse de passagers due à la pandémie de Covid-19.                              |
| 2019  | 17,9                    | + 1,4 %              |                                                                                       |
| 2018  | 17,7                    | + 1,9 %              |                                                                                       |
| 2017  | 17,4                    | + 4,95 %             |                                                                                       |
| 2016  | 16,5                    | + 4,43 %             |                                                                                       |
| 2015  | 15,8                    | + 3,95 %             |                                                                                       |
| 2014  | 15,2                    | + 5,56 %             | Le 15 millionième voyage le 23 décembre 2014.                                         |
| 2013  | 14,4                    | + 3,60 %             | Easyjet assure plus de 40 % du trafic. Second Hub de SWISS Intl. Air Lines.           |
| 2012  | 13,9                    | + 6,10 %             |                                                                                       |
| 2011  | 13,1                    | + 10,08 %            |                                                                                       |
| 2010  | 11,9                    | + 5,31 %             |                                                                                       |
| 2009  | 11,3                    | - 1,74 %             | Easyjet assure plus de 35 % du trafic,.                                               |
| 2008  | 11,5                    | + 15 %               |                                                                                       |
| 2007  | 10                      | + 11,11 % en 2 ans   |                                                                                       |
| 2005  | 9                       | + 12,50 % en 2 ans   |                                                                                       |
| 2003  | 8                       | + 14,29 % en 4 ans   |                                                                                       |
| 1999  | 7                       | + 16,67 % en 9 ans   | Installation d'Easyjet qui en fait son second hub principal.                          |
| 1990  | 6                       | + 20 % en 5 ans      |                                                                                       |
| 1985  | 5                       |                      |                                                                                       |

| Mois      | 2020      | Taux d'évolution par rapport à 2019 (%) | 2021    | Taux d'évolution par rapport à 2020 (%) | 2022      | Taux d'évolution par rapport à 2021 (%) |
| --------- | --------- | --------------------------------------- | ------- | --------------------------------------- | --------- | --------------------------------------- |
| Janvier   | 1 540 699 | +5,5 %                                  | 187 192 | -87,9 %                                 | 695 953   | +271,8 %                                |
| Février   | 1 519 964 | +3,9 %                                  | 109 601 | -92,8 %                                 | 961 344   | +777,1 %                                |
| Mars      | 697 092   | -59,6 %                                 | 126 929 | -81,8 %                                 | 1 214 829 | +857,1 %                                |
| Avril     | 6 347     | -99,6 %                                 | 191 216 | +2912,7 %                               | 1 216 048 | +536,0 %                                |
| Mai       | 13 597    | -99,0 %                                 | 230 120 | +1592,4 %                               | 1 140 474 | +395,6 %                                |
| Juin      | 65 479    | -95,7 %                                 | 335 521 | +412,4 %                                | 1 205 486 | +259,3 %                                |
| Juillet   | 379 470   | -77,5 %                                 | 794 224 | +109,3 %                                | 1 441 539 | +81,5 %                                 |
| Août      | 543 691   | -67,2 %                                 | 948 116 | +74,4 %                                 | 1 418 661 | +49,6 %                                 |
| Septembre | 299 796   | -79,4 %                                 | 756 508 | +152,3 %                                | 1 251 738 | +65,5 %                                 |
| Octobre   | 214 792   | -85,4 %                                 | 905 510 | +321,6 %                                | 1 297 640 | +65,5 %                                 |
| Novembre  | 102 458   | -90,8 %                                 | 665 202 | +549,2 %                                | 932 501   | +40,2 %                                 |
| Décembre  | 217 510   | – 85,2 %                                | 672 897 | +209,4 %                                | 1 309 069 | +94,5 %                                 |

| Destinations                       | Passagers  |
| ---------------------------------- | ---------- |
| Afrique                            | 458 700    |
| Algérie                            | 40 884     |
| Alger (ALG)                        | 40 884     |
| Égypte                             | 67 881     |
| Le Caire (CAI)                     | 41 659     |
| Hurghada (HRG)                     | 24 588     |
| Marsa Alam (RMF)                   | 1 634      |
| Éthiopie                           | 25 033     |
| Addis-Abeba (ADD)                  | 25 033     |
| Kenya                              | 21 197     |
| Nairobi (NBO)                      | 21 197     |
| Maurice                            | 9 116      |
| Maurice (MRU)                      | 9 116      |
| Maroc                              | 211 186    |
| Agadir (AGA)                       | 1 279      |
| Casablanca (CMN)                   | 76 318     |
| Marrakech (RAK)                    | 133 589    |
| Tunisie                            | 83 403     |
| Djerba (DJE)                       | 14 560     |
| Tunis (TUN)                        | 68 843     |
| Destinations                       | Passagers  |
| Amériques                          | 459 445    |
| Canada                             | 142 634    |
| Montréal (YUL)                     | 142 634    |
| États-Unis                         | 316 811    |
| Newark (EWR)                       | 108 800    |
| New York (JFK)                     | 120 427    |
| Washington, DC (IAD)               | 87 584     |
|                                    |            |
| Asie & Moyen-Orient                | 914 428    |
| Arabie saoudite                    | 72 910     |
| Djeddah (JED)                      | 38 207     |
| Riyad (RUH)                        | 34 703     |
| Azerbaïdjan                        | 5 289      |
| Bakou (GYD)                        | 5 289      |
| Chine                              | 52 368     |
| Pékin (PEK)                        | 52 368     |
| Émirats arabes unis                | 409 134    |
| Abou Dabi (AUH)                    | 105 847    |
| Dubaï (DXB)                        | 303 287    |
| Israël                             | 146 000    |
| Tel Aviv (TLV)                     | 146 000    |
| Jordanie                           | 18 645     |
| Amman (AMM)                        | 14 331     |
| Aqaba (AQJ)                        | 4 314      |
| Koweït                             | 21 658     |
| Koweït (KWI)                       | 21 658     |
| Liban                              | 68 279     |
| Beyrouth (BEY)                     | 68 279     |
| Qatar                              | 120 145    |
| Doha (DOH)                         | 120 145    |
|                                    |            |
| Europe                             | 15 923 193 |
| Albanie                            | 4 480      |
| Tirana (TIA)                       | 4 480      |
| Allemagne                          | 1 022 355  |
| Berlin (SXF)                       | 189 441    |
| Düsseldorf (DUS)                   | 73 127     |
| Francfort (FRA)                    | 433 300    |
| Hambourg (HAM)                     | 64 417     |
| Munich (MUC)                       | 262 070    |
| Autriche                           | 286 770    |
| Vienne (VIE)                       | 286 770    |
| Belgique                           | 610 882    |
| Bruxelles (BRU)                    | 610 882    |
| Biélorussie                        | 13 874     |
| Minsk (MSQ)                        | 13 874     |
| Bulgarie                           | 33 674     |
| Sofia (SOF)                        | 33 674     |
| Chypre                             | 4 517      |
| Larnaca (LCA)                      | 4 517      |
| Croatie                            | 87 471     |
| Dubrovnik (DBV)                    | 20 497     |
| Pula (PUY)                         | 6 728      |
| Split (SPU)                        | 60 246     |
| Danemark                           | 220 051    |
| Copenhague (CPH)                   | 220 051    |
| Espagne                            | 1 995 423  |
| Alicante (ALC)                     | 123 247    |
| Barcelone (BCN)                    | 637 812    |
| Bilbao (BIO)                       | 19 754     |
| Fuerteventura (FUE)                | 12 777     |
| Grande Canarie (LPA)               | 7 198      |
| Ibiza (IBZ)                        | 57 153     |
| Madrid (MAD)                       | 577 368    |
| Mahón (MAH)                        | 12 288     |
| Malaga (AGP)                       | 179 548    |
| Palma (PMI)                        | 177 965    |
| Saint-Jacques-de-Compostelle (SCQ) | 90 490     |
| Séville (SVQ)                      | 44 337     |
| Tenerife (TFS)                     | 29 151     |
| Valence (VLC)                      | 26 335     |
| Finlande                           | 103 815    |
| Helsinki (HEL)                     | 101 893    |
| Kittilä (KTT)                      | 1 922      |
| France                             | 2 226 387  |
| Ajaccio (AJA)                      | 46 064     |
| Bastia (BIA)                       | 32 526     |
| Biarritz (BIQ)                     | 14 617     |
| Bordeaux (BOD)                     | 213 851    |
| Brest (BES)                        | 665        |
| Caen (CFR)                         | 3 900      |
| Calvi (CLY)                        | 7 619      |
| Figari (FSC)                       | 30 462     |
| La Rochelle (LRH)                  | 9 131      |
| Lille (LIL)                        | 75 261     |
| Nantes (NTE)                       | 206 683    |
| Nice (NCE)                         | 384 320    |
| Paris (CDG)                        | 725 630    |
| Paris (ORY)                        | 331 923    |
| Rennes (RNS)                       | 18 369     |
| Toulon (TLN)                       | 2 052      |
| Toulouse (TLS)                     | 123 314    |
| Grèce                              | 340 265    |
| Athènes (ATH)                      | 213 007    |
| Corfou (CFU)                       | 6 437      |
| Héraklion (HER)                    | 55 559     |
| Kalamata (KLX)                     | 3 435      |
| Mykonos (JMK)                      | 31 202     |
| Santorin (JTR)                     | 19 238     |
| Thessalonique (SKG)                | 6 753      |
| Zante (ZTH)                        | 4 634      |
| Hongrie                            | 109 153    |
| Budapest (BUD)                     | 109 153    |
| Irlande                            | 144 558    |
| Dublin (DUB)                       | 144 558    |
| Islande                            | 40 486     |
| Reykjavik (KEF)                    | 40 486     |
| Italie                             | 896 255    |
| Alghero (AHO)                      | 5 861      |
| Brindisi (BDS)                     | 102 989    |
| Cagliari (CAG)                     | 41 458     |
| Catane (CTA)                       | 99 160     |
| Florence (FLR)                     | 14 146     |
| Milan (LIN)                        | 33 462     |
| Naples (NAP)                       | 96 876     |
| Olbia (OLB)                        | 68 890     |
| Palerme (PMO)                      | 23 944     |
| Rome (FCO)                         | 323 020    |
| Venise (VCE)                       | 86 449     |
| Kosovo                             | 150 455    |
| Pristina (PRN)                     | 150 455    |
| Lettonie                           | 28 223     |
| Riga (RIX)                         | 28 223     |
| Luxembourg                         | 53 931     |
| Luxembourg (LUX)                   | 53 931     |
| Malte                              | 26 434     |
| Malte (MLA)                        | 26 434     |
| Moldavie                           | 8 084      |
| Chișinău (KIV)                     | 8 084      |
| Monténégro                         | 6 289      |
| Tivat (TIV)                        | 6 289      |
| Norvège                            | 55 248     |
| Oslo (OSL)                         | 55 248     |
| Pays-Bas                           | 711 926    |
| Amsterdam (AMS)                    | 703 779    |
| Rotterdam (RTM)                    | 8 147      |
| Pologne                            | 173 238    |
| Cracovie (KRK)                     | 37 135     |
| Varsovie (WAW)                     | 136 103    |
| Portugal                           | 1 379 882  |
| Faro (FAO)                         | 75 707     |
| Funchal (FNC)                      | 3 481      |
| Lisbonne (LIS)                     | 620 798    |
| Porto (OPO)                        | 679 896    |
| Tchéquie                           | 60 102     |
| Prague (PRG)                       | 60 102     |
| Roumanie                           | 52 943     |
| Bucarest (OTP)                     | 52 943     |
| Royaume-Uni                        | 3 601 900  |
| Aberdeen (ABZ)                     | 4 460      |
| Belfast (BFS)                      | 19 476     |
| Birmingham (BHX)                   | 105 925    |
| Bournemouth (BOH)                  | 24 463     |
| Bristol (BRS)                      | 210 140    |
| Cardiff (CWL)                      | 3 156      |
| East Midlands (EMA)                | 4 367      |
| Édimbourg (EDI)                    | 187 715    |
| Exeter (EXT)                       | 2 324      |
| Glasgow (GLA)                      | 16 028     |
| Île de Man (IOM)                   | 2 068      |
| Jersey (JER)                       | 2 102      |
| Leeds (LBA)                        | 35 200     |
| Liverpool (LPL)                    | 133 404    |
| Londres (LCY)                      | 191 544    |
| Londres (LGW)                      | 810 711    |
| Londres (LHR)                      | 1 062 608  |
| Londres (LTN)                      | 323 077    |
| Londres (STN)                      | 95 198     |
| Manchester (MAN)                   | 270 667    |
| Newcastle (NCL)                    | 51 033     |
| Southampton (SOU)                  | 16 657     |
| Southend (SEN)                     | 29 577     |
| Russie                             | 254 348    |
| Moscou (DME)                       | 55 539     |
| Moscou (SVO)                       | 191 676    |
| Saint-Pétersbourg (LED)            | 7 133      |
| Serbie                             | 43 724     |
| Belgrade (BEG)                     | 43 724     |
| Suède                              | 105 568    |
| Göteborg (GOT)                     | 3 319      |
| Stockholm (ARN)                    | 102 249    |
| Suisse                             | 635 482    |
| Zurich (ZRH)                       | 635 482    |
| Turquie                            | 378 419    |
| Antalya (AYT)                      | 7 596      |
| Istanbul (IST)                     | 278 170    |
| Istanbul (SAW)                     | 92 653     |
| Ukraine                            | 56 581     |
| Kiev (KBP)                         | 56 581     |

## Compagnies aériennes et destinations
| Compagnies                    | Destinations |
| ----------------------------- | --- |
| Aegean Airlines               | Athènes E.-Venizélos |
| Aer Lingus                    | Dublin |
| airBaltic                     | Riga En saison: Tallinn |
| Air Algérie                   | Alger-Houari-Boumédiène |
| Air Canada                    | Montréal (P.-E.-Trudeau) |
| Air China                     | Pékin-Capitale |
| Air France                    | Paris-Charles de Gaulle En saison: Biarritz-Pays Basque |
| Air Mountain                  | En saison: Saint-Tropez - La Môle, Sion |
| Air Mauritius                 | En saison: Maurice-Sir Seewoosagur Ramgoolam |
| AJet                          | En saison : Ankara Esenboğa, Antalya |
| Azerbaijan Airlines           | Bakou-H. Aliyev |
| British Airways               | Londres-City, Londres-Heathrow En saison : Londres-Gatwick |
| Brussels Airlines             | Bruxelles-National |
| China Eastern Airlines        | Shanghai-Pudong |
| Delta Air Lines               | New York-John F. Kennedy |
| easyJet easyJet Switzerland   | - Agadir-Al Massira - Alicante-Elche - Amsterdam - Barcelone-El Prat - Belgrade-Nikola-Tesla - Berlin-Brandebourg - Birmingham - Bordeaux-Mérignac - Brindisi Papola/Casale - Bristol - Bruxelles-National - Budapest-Ferenc Liszt - Catane-Fontanarossa - Copenhague-Kastrup - Édimbourg - Enfidha-Hammamet - Madère-C. Ronaldo - La Corogne - Lille Lesquin - Lisbonne-H. Delgado - Liverpool-J.-Lennon - Londres-Gatwick - Londres-Luton - Madrid-Barajas - Malaga-Costa del Sol - Manchester - Marrakech-Ménara - Nantes-Atlantique - Naples-Capodichino - Nice-Côte d'Azur - Palerme Falcone-Borsellino - Palma de Majorque - Paris-Orly - Porto-F. Sá-Carneiro - Prague-Václav-Havel - Priština - Rabat-Salé - Rennes-Saint-Jacques - Rome Léonard-de-Vinci/Fiumicino - Saint-Jacques-de-Compostelle - Séville-San Pablo - Skopje - Tel Aviv - Ben Gourion - Ténériffe-Sud Reine Sofia - Tirana-Mère-Teresa - Toulouse-Blagnac - Tromsø - Venise - Marco Polo En saison : - Aberdeen-Dyce - Ajaccio-Napoléon-Bonaparte - Alghero-Fertilia - Antalya - Aqaba - Athènes E.-Venizélos - Bastia-Poretta - Belfast - Bilbao - Bournemouth - Cagliari - Calvi Sainte-Catherine - Corfou-I. Kapodístrias - Calvi Sainte-Catherine - Dubrovnik - Faro - Figari Sud Corse - Fuerteventura - Glasgow - Héraklion-N. Kazantzákis - Hurghada - Ibiza - Izmir-A. Menderes - Kos - La Canée I.-Daskaloyánnis - Lamezia Terme - Lanzarote-Arrecife - La Rochelle-Île de Ré - Las Palmas/Gran Canaria - Londres-Southend - Londres-Stansted - Malte - Minorque-Mahón - Mykonos - Newcastle - Olbia-Costa Smeralda - Pula - Salerne-Côte amalfitaine - Santorin - Charm el-Cheikh - Southampton - Split - Tivat - Valence |
| EgyptAir                      | Le Caire |
| El Al                         | Tel Aviv - Ben Gourion |
| Emirates                      | Dubaï |
| Ethiopian Airlines            | Addis-Abeba Bole, Manchester |
| Etihad Airways                | Abou Dabi |
| Eurowings                     | Düsseldorf, Prague-Václav-Havel |
| Finnair                       | Helsinki-Vantaa |
| Iberia                        | Madrid-Barajas |
| Icelandair                    | En saison: Reykjavik-Keflavík |
| ITA Airways                   | Rome Léonard-de-Vinci/Fiumicino |
| Jet2.com                      | En saison: - Birmingham, - Bristol, - East Midlands, - Édimbourg, - Glasgow, - Leeds-Bradford, - Londres-Stansted, - Manchester, - Newcastle |
| KLM                           | Amsterdam |
| Kuwait Airways                | Koweït |
| LOT Polish Airlines           | Varsovie-Chopin |
| Luxair                        | Luxembourg-Findel |
| Middle East Airlines          | Beyrouth-Rafic Hariri |
| Norwegian Air Shuttle         | Oslo-Gardermoen En saison : Copenhague-Kastrup, Stockholm-Arlanda |
| Nouvelair                     | En saison: Tunis-Carthage |
| Pegasus Airlines              | Antalya, Istanbul-S. Gökçen |
| Play                          | En saison: Reykjavik-Keflavík |
| Qatar Airways                 | Doha-Hamad |
| Royal Air Maroc               | Casablanca-Mohammed-V, Marrakech-Ménara |
| Royal Jordanian               | Amman-Reine-Alia |
| Saudia                        | Djeddah - Roi-Abdelaziz, Riyad-roi Khaled En saison : Médine-Prince M. Bin Abdulaziz |
| SAS                           | Copenhague-Kastrup, Oslo-Gardermoen, Stockholm-Arlanda |
| SunExpress                    | En saison : Antalya, Gaziantep-Oğuzeli, Kayseri-Erkilet |
| Swiss International Air Lines | - Athènes E.-Venizélos - Barcelone-El Prat - Bruxelles-National - Copenhague-Kastrup - Dublin - Florence-Peretola - Francfort - Lisbonne-H. Delgado - Londres-City - Londres-Heathrow - Madrid-Barajas - Malaga-Costa del Sol - Marrakech-Ménara - Munich-F. J. Strauß - New York-John F. Kennedy - Nice-Côte d'Azur - Palma de Majorque - Porto-F. Sá-Carneiro - Prague-Václav-Havel - Priština - Stockholm-Arlanda - Valence - Vienne-Schwechat - Zurich En saison : - Ajaccio-Napoléon-Bonaparte - Alicante-Elche - Antalya - Biarritz-Pays Basque - Brindisi Papola/Casale - Catane-Fontanarossa - Copenhague-Kastrup - Corfou-I. Kapodístrias - Cork - Djerba-Zarzis - Dubrovnik - Faro - Hambourg-H.-Schmidt - Héraklion-N. Kazantzákis - Hurghada - Ibiza - Kalamata - Céphalonie - Kos - Larnaca - Londres-Gatwick - Madère-C. Ronaldo - Marsa Alam - Minorque-Mahón - Mykonos - Olbia-Costa Smeralda - Oslo-Gardermoen - Ponta Delgada-Jean Paul II - Pula - Rhodes-Diagoras - Sámos-Aristarque - Santorin - Charm el-Cheikh - Split - Stockholm-Arlanda - Thessalonique-Makedonía - Toulon-Hyères - Zante D.-Solomós |
| TAP Air Portugal              | Lisbonne-H. Delgado En saison : Porto-F. Sá-Carneiro |
| Transavia                     | En saison : Rotterdam-La Haye |
| Transavia France              | Nantes-Atlantique |
| TUI Airways                   | En saison : Bristol, Dublin, Londres-Gatwick, Manchester, Newcastle |
| Tunisair                      | Tunis-Carthage En saison : Djerba-Zarzis, Monastir |
| Turkish Airlines              | Istanbul En saison : Izmir-A. Menderes |
| United Airlines               | Newark-Liberty, Washington-Dulles |
| Vueling                       | Barcelone-El Prat |
| Wizz Air                      | Bucarest-H. Coandă, Sofia-Vrajdebna |

Actualisé le 23/12/2022

### Vols charter
Ces vols ne peuvent être réservés sur le site de la compagnie aérienne.
| Compagnies                    | Destinations                                                                                |
| ----------------------------- | ------------------------------------------------------------------------------------------- |
|                               |                                                                                             |
| British Airways               | Hiver : Édimbourg                                                                           |
| Flybe                         | Hiver : Édimbourg, Manchester                                                               |
| Swiss International Air Lines | Hiver : Kittilä                                                                             |
| TUI Airways                   | En saison : Birmingham, Bristol, Édimbourg, Glasgow, Londres-Gatwick, Manchester, Newcastle |

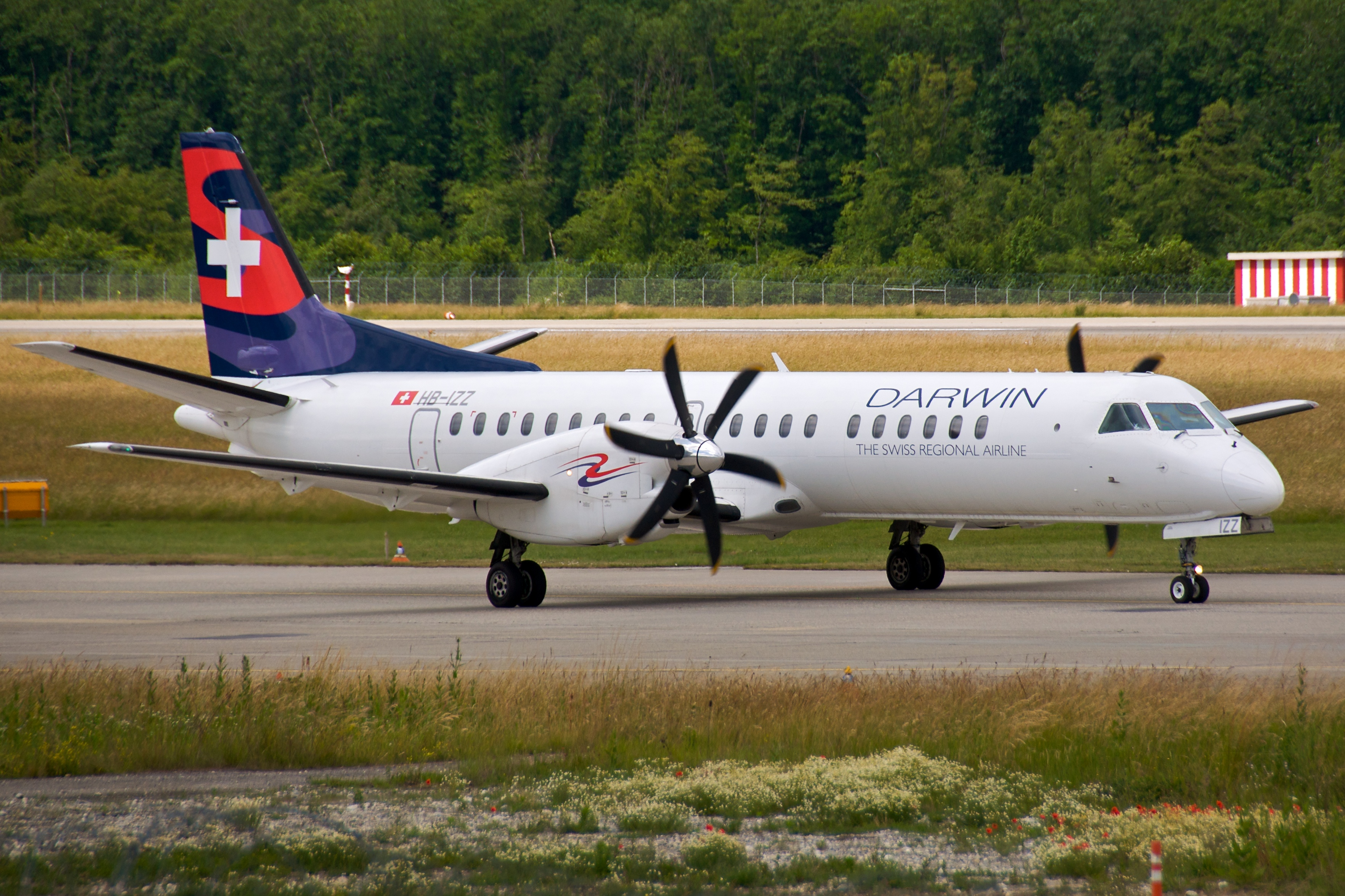
Saab 2000 de Darwin Airline.
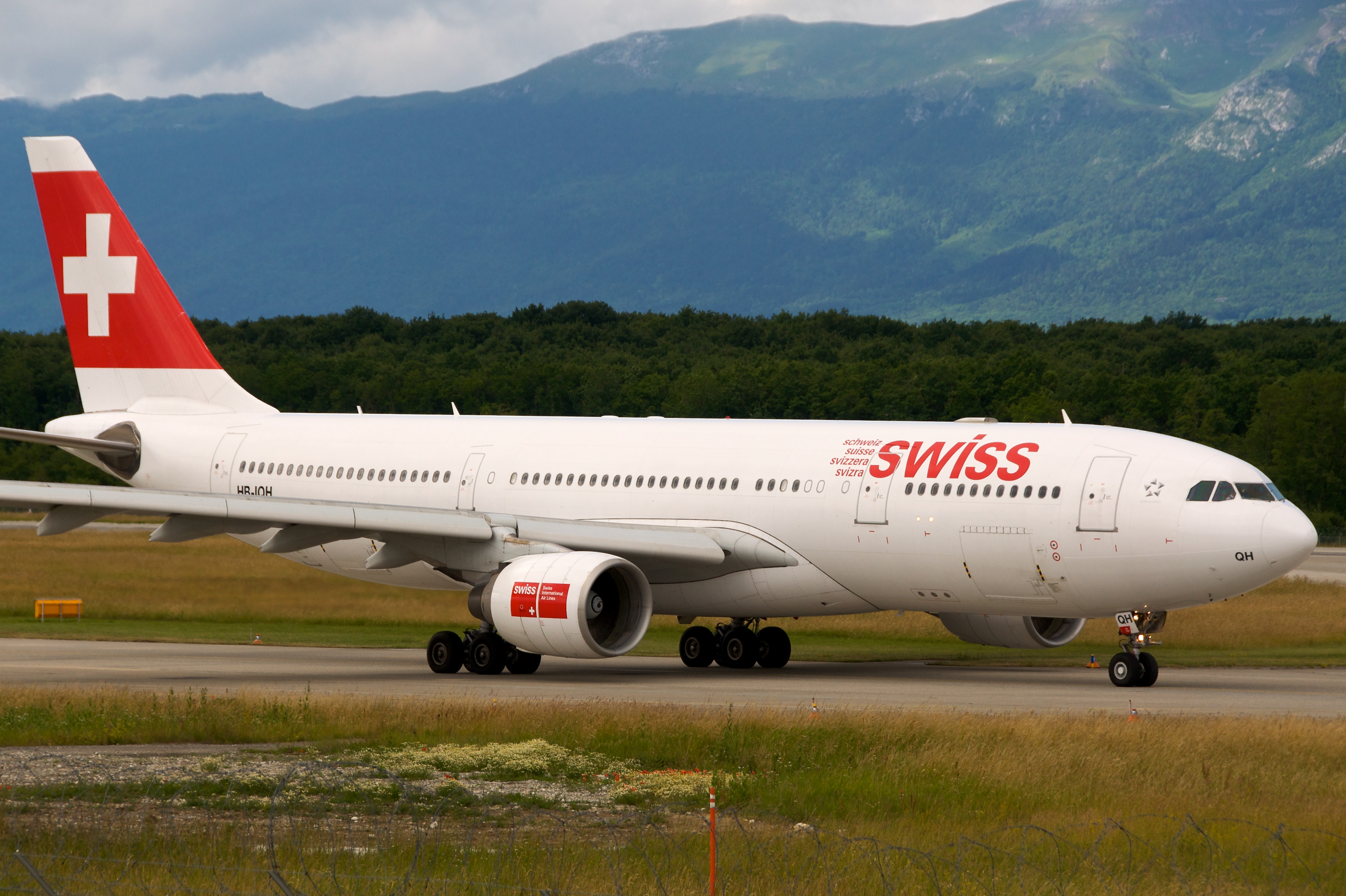
Airbus A330-200 de Swiss.
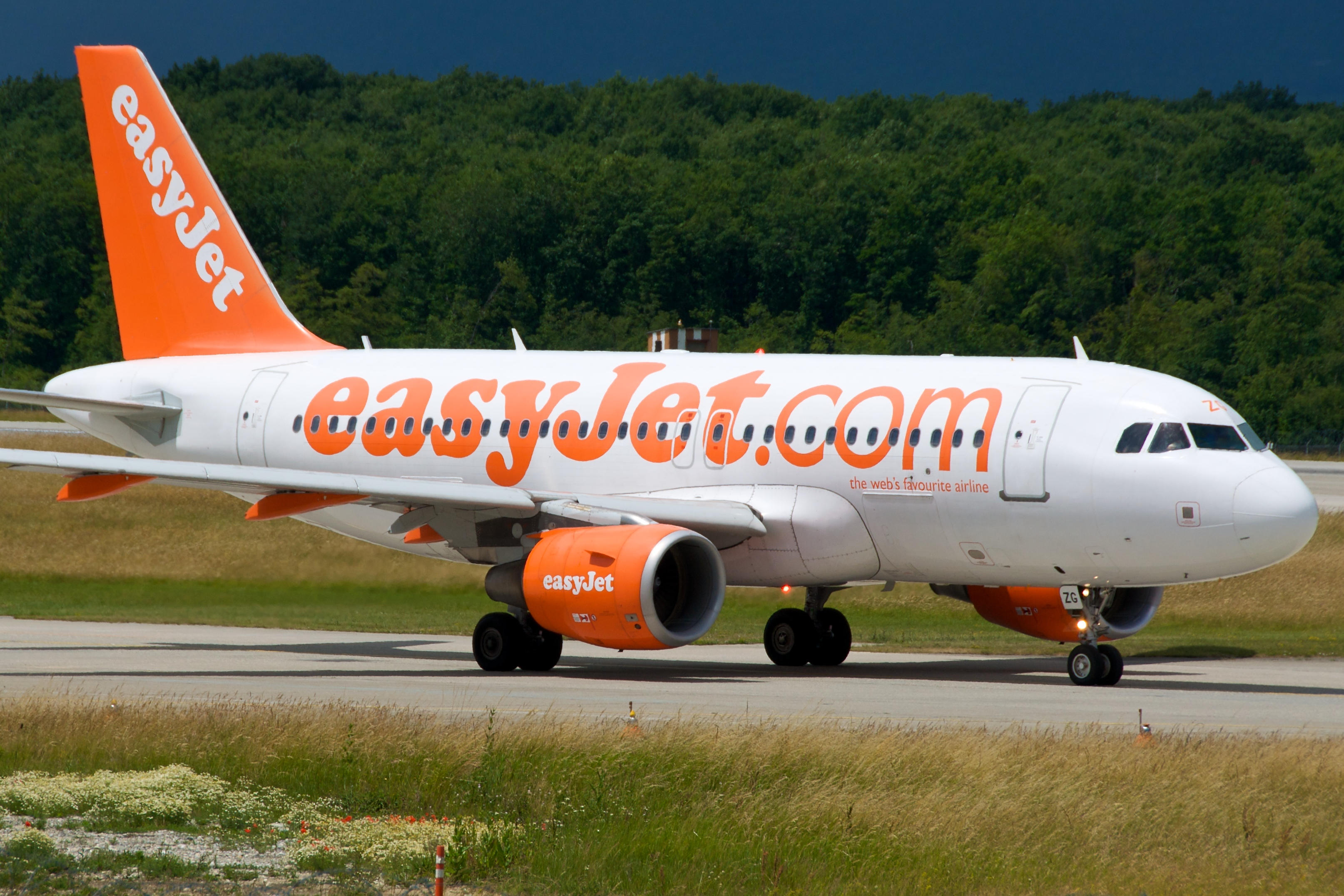
Airbus A319 d'EasyJet.
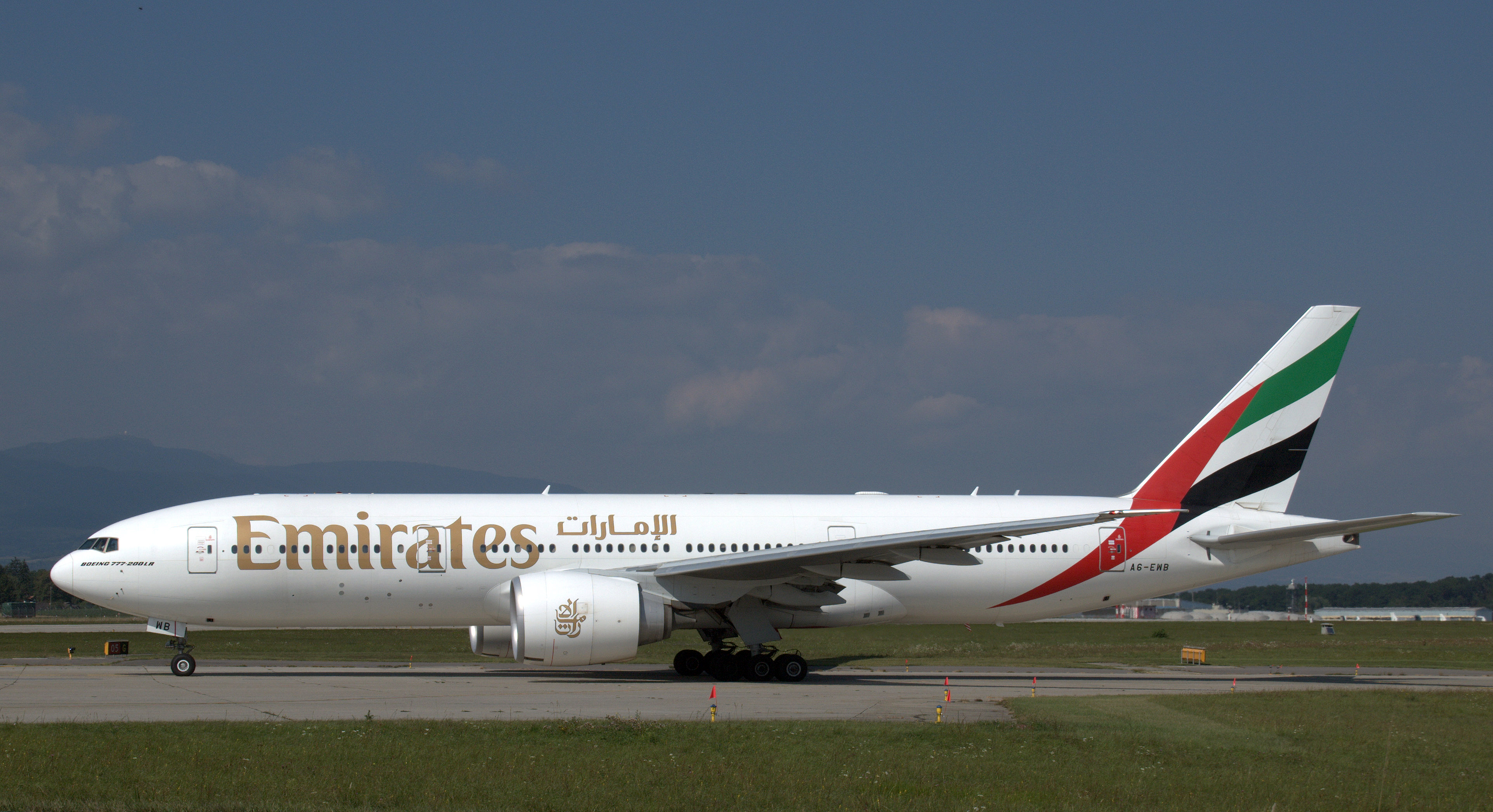
Boeing 777-200LR d'Emirates.
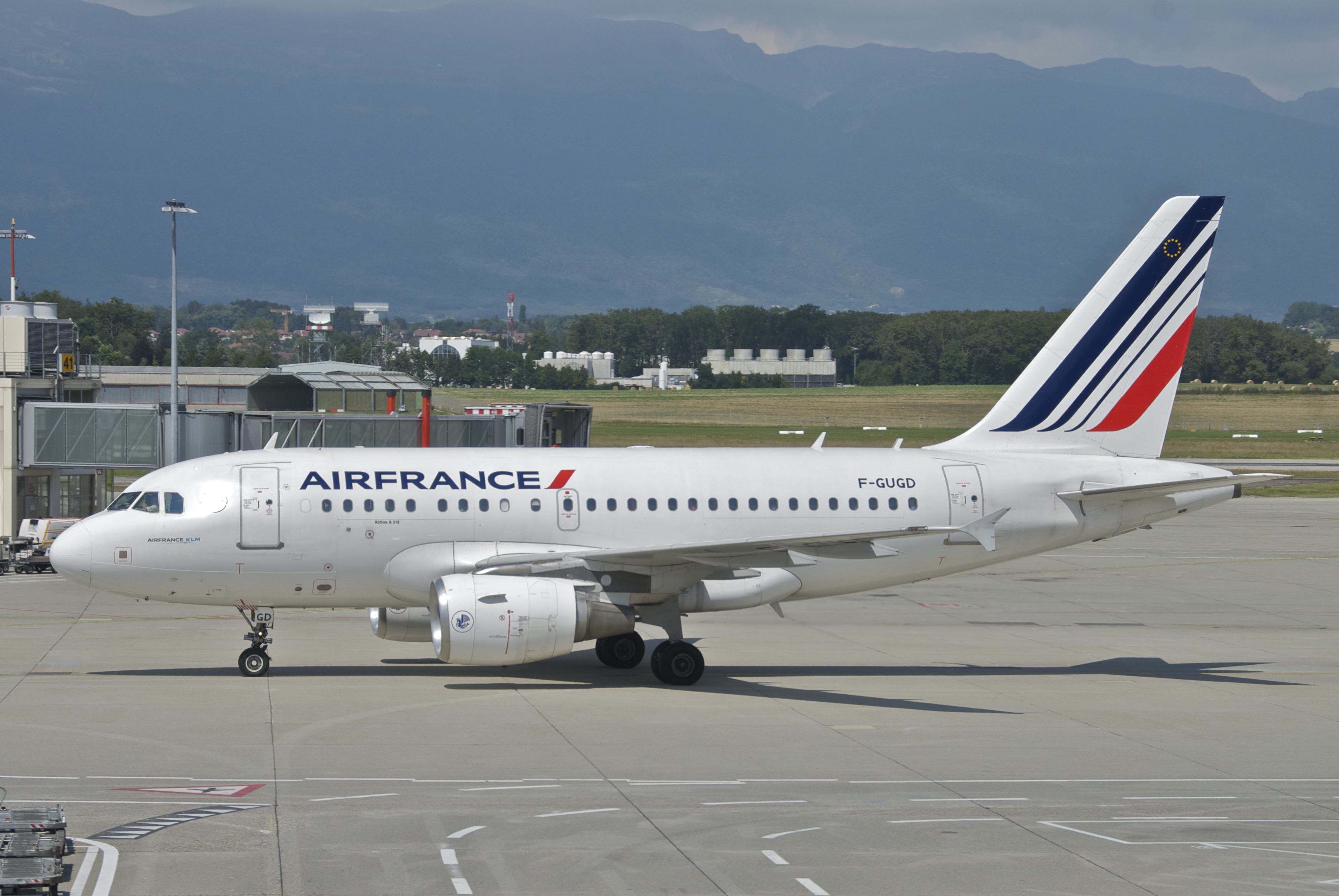
Airbus A318 d'Air France.
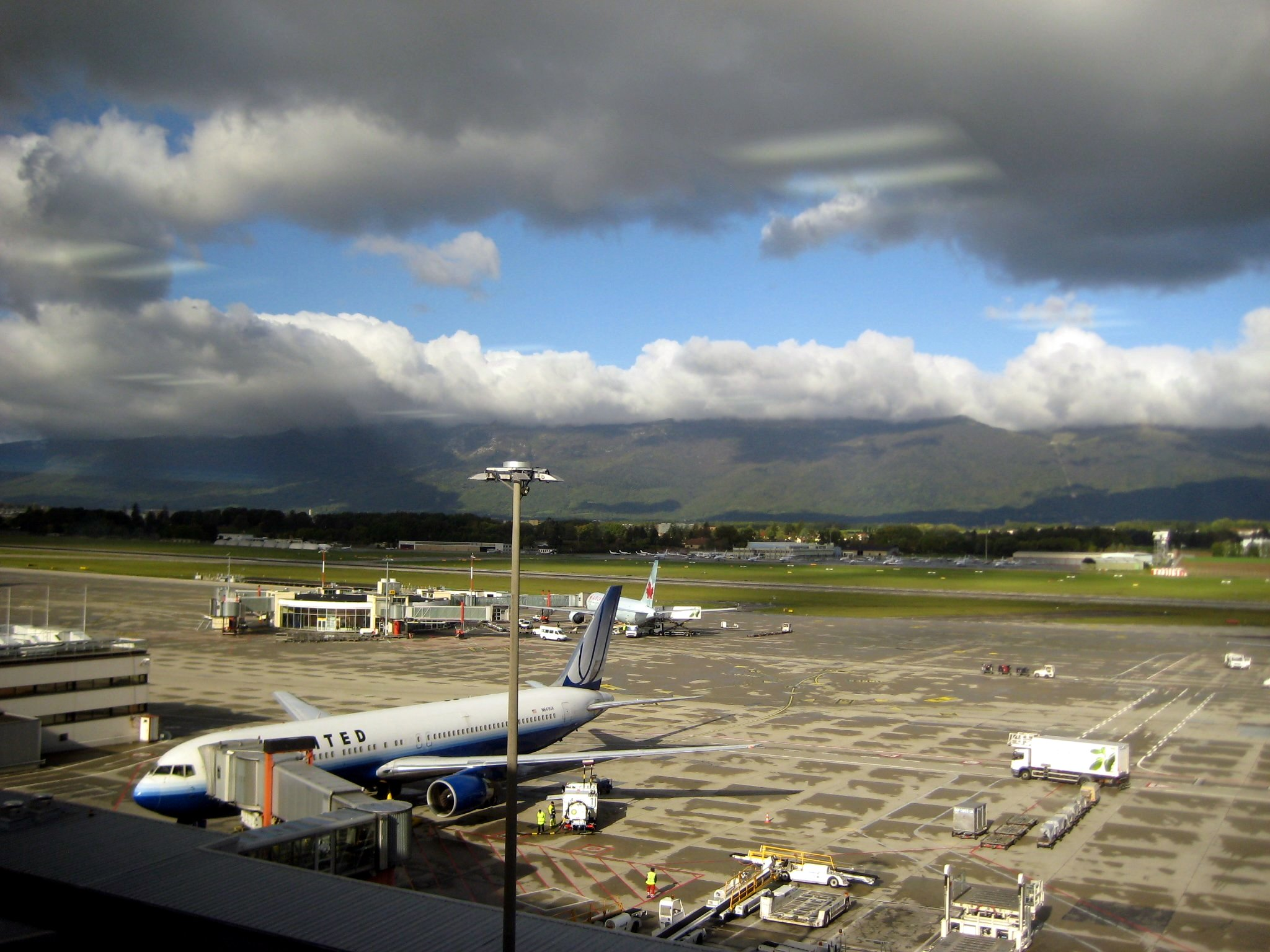
Boeing 767 de United Airlines.
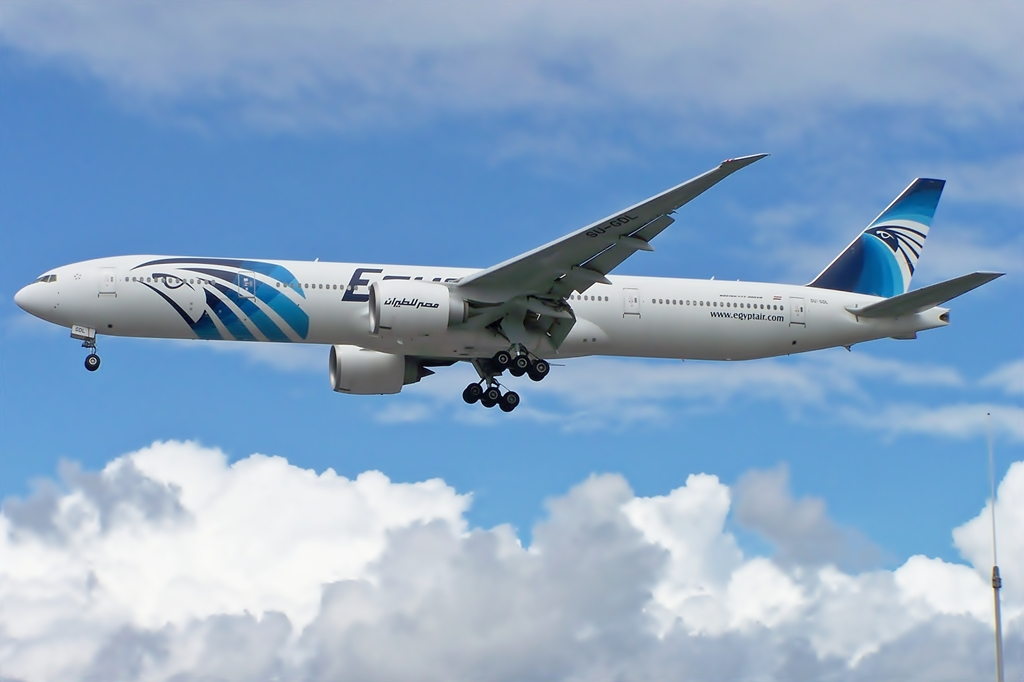
Boeing 777 d'Egyptair.

## Aviation d'affaires
Le terminal T3 est destiné à l'aviation d'affaires. Il est situé au 20 chemin des Papillons, près de la route de Meyrin.
Genève se trouve à la troisième place en Europe après Paris-Le Bourget et Nice en termes de plateforme d'aviation d'affaires.
Il existe aussi les terminaux TAG Aviation ou Jet Aviation.
Geneve Airpark abrite plusieurs compagnies d'affaires comme MSC Aviation, AirKing Jet, Dasnair ou Global Jet.

## Fret
Équipements :
- 24 000 m2 de surface de traitement (chauffés durant l'hiver) et 14 chambres froides (périssables) ;
- 80 000 t de capacité par an
- Chambre de traitement pour marchandises radioactives ;
- 750 m2 pour les marchandises de valeur ;
- Plate-forme de chargement : capacité de 18 t ;
- Quai de chargement (207 m) adaptable à tout type de camions ;
- Port franc (10 000 m2) dans la halle de fret ;
- Piste de 3 900 m, ILS catégorie III

L’aéroport possède un secteur France destiné au fret aérien avec possibilité de dédouanement pour tous les pays de l'Union Européenne.

## Accessibilité

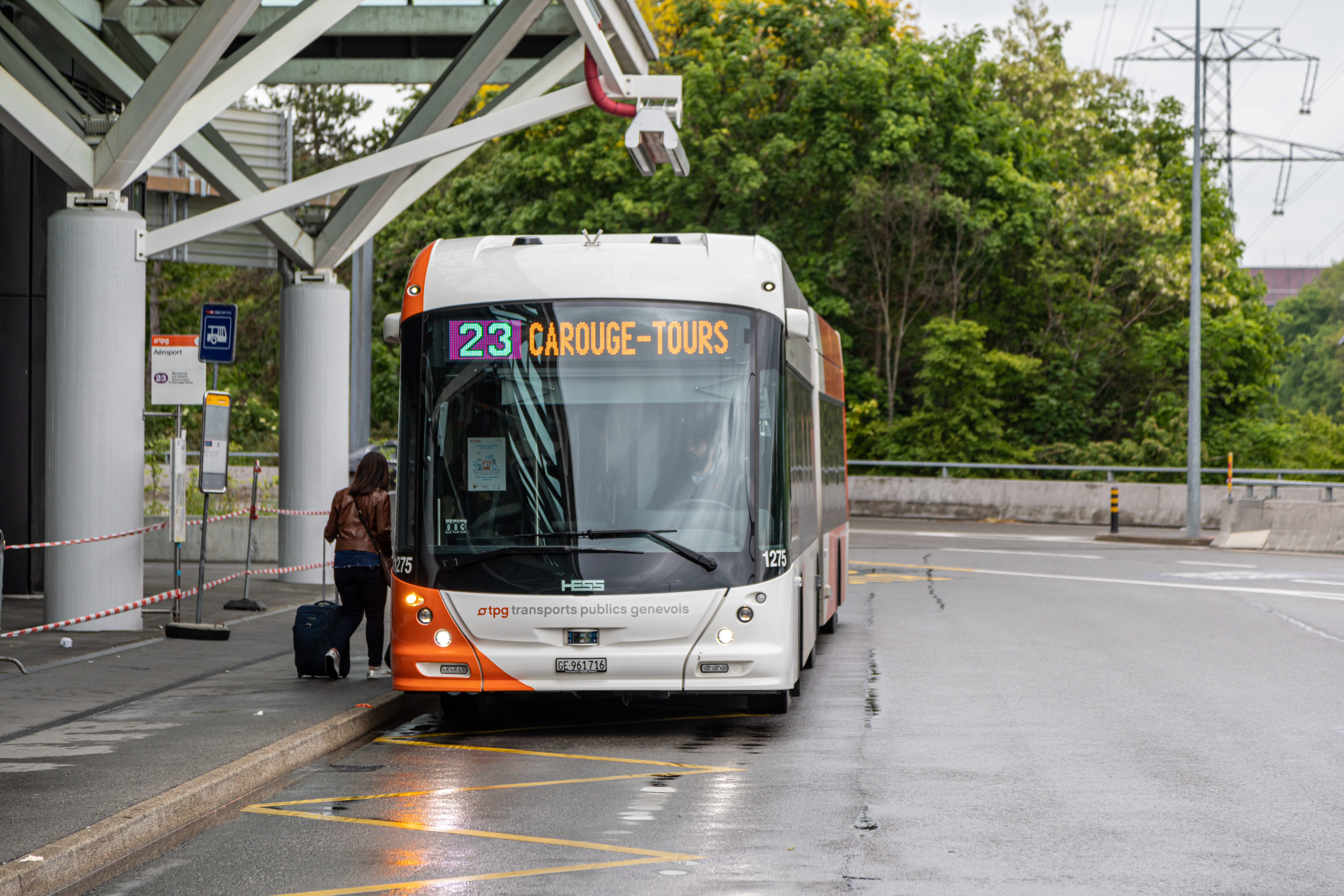
Un Hess LighTram 19 de la ligne 23 des Transports publics genevois (TPG) à l'arrêt Genève-Aéroport, Terminal.

L'aéroport se situe à 4 km au nord-ouest du centre-ville de Genève. Il est desservi par l'autoroute A1, par la gare de Genève-Aéroport des Chemins de fer fédéraux (CFF) et par les lignes 5, 10, 23, 28, 50, 54, 55, 57, 59 et 66 des Transports publics genevois (TPG).
Le train est la solution la plus rapide pour se rendre au centre-ville de Genève. En moyenne, cinq trains relient chaque heure la gare de l'aéroport à celle de Genève-Cornavin, au centre-ville, en 7 minutes et sans arrêt intermédiaire. Les lignes de bus 5 et 10 atteignent le centre-ville en environ 20 minutes. La ligne 28 dessert Vernier (15 minutes), la ligne 57 Meyrin (15 minutes) et la ligne 66 Ferney-Voltaire (15 minutes) et Thoiry (45 minutes). 
L'aéroport est aussi accessible directement depuis la France par une route, appelée « route douanière », depuis Ferney-Voltaire. L'aéroport de Genève dispose d'un « secteur France » qui permet de prendre des vols intérieurs sans passer par la douane Suisse, et d'enregistrer et d'accéder à la zone de transit internationale pour quelque compagnies effectuant des vols internationaux à destinations autre que France. Depuis ce secteur, il est possible de rejoindre le reste de l'aéroport uniquement pour les passagers en possession d'une carte d'embarquement pour un vol le jour même. Par contre, les passagers arrivant d'un vol international doivent passer par la douane suisse avant de rejoindre le secteur France. 
Jusqu'à l'entrée de la Suisse dans l'Espace Schengen[source insuffisante] en décembre 2008, le secteur France permettait aux personnes étrangères disposant d'un visa Schengen d'atterrir ou de décoller de cet aéroport sans passer par la Suisse, et donc sans avoir besoin d'un visa suisse[réf. nécessaire].
Pour les personnes en fauteuil roulant ou à mobilité réduite, l'aéroport de Genève propose un système d'assistance. L'accès indépendant aux portes d'embarquement n'est pas toujours possible, certains n'étant accessibles que par des escaliers.

## Gouvernance
Le 10 juin 1993, le Grand Conseil de Genève adopte une loi instituant l'établissement public autonome : Loi sur l’Aéroport international de Genève (LAIG), qui entre en vigueur le 1er janvier 1994. À sa tête se trouve le conseiller d'État genevois chargé de l'économie.
À partir de 2002, des communes riveraines de l'aéroport créent une association afin de représenter les intérêts de leurs habitants. 
Le 24 novembre 2019, les citoyens genevois acceptent à 56 % l'initiative populaire cantonale « Pour un pilotage démocratique de l'aéroport de Genève – Reprenons en main notre aéroport ». L'initiative vise à limiter les nuisances sonores, l'impact environnemental  ainsi que les atteintes à la santé subies par les riverains de l'aéroport par un contrôle accru de l'aéroport par le Grand Conseil de Genève,,. À la suite de l'acceptation par le peuple de cette initiative, la Loi sur l'Aéroport international de Genève (LAIG) est amendée et son article 5 et stipule désormais que «la convention d’objectifs définit toutes les mesures adéquates pour limiter les nuisances dues au trafic aérien» et que ladite convention «précise les indicateurs permettant d’évaluer l’efficacité de ces mesures et l’atteinte des objectifs».  En octobre 2024, 16 communes suisses et françaises font recours en justice contre la convention d'objectifs 2024-2029 signée entre l’État de Genève et l'aéroport de Genève, arguant que cette convention n'est pas conforme à la LAIG dans la mesure où elle ne comprend «ni mesures concrètes pour faire diminuer les nuisances nocturnes, ni indicateurs permettant de mesurer le chemin vers une telle réduction»,.

## Directeurs
- Jean-Pierre Jobin (1994-2006)
- Robert Deillon (2006-2016)
- André Schneider (2016[49]-2024[50])
- Gilles Rufenacht (2024[51]-ce jour)

## Conflits sociaux
Les salariés de trois entreprises actives à l’Aéroport international de Genève (AIG) se sont mis en grève, au cours de l’année 2010, dans le but de négocier une meilleure convention collective de travail (CCT) pour toute la branche. Il s'agit plus précisément de Swissport et Dnata (janvier 2010) ainsi que de ISS Aviation (juillet-novembre 2010). Ces conflits - dont la durée et la dureté sont plutôt exceptionnelles en Suisse - trouvent leurs origines dans un processus qui date déjà du milieu des années 1990 : la dégradation des conditions de travail en raison de la financiarisation des entreprises combinée à la volonté de rendre plus compétitif le site aéroportuaire. Le fait que le personnel gréviste a été associé à toutes les décisions inhérentes aux conflits serait à même d'expliquer sa détermination en dépit des intimidations patronales visant à délégitimer la lutte en s’appuyant sur son caractère minoritaire. À l'issue de chaque grève, les parties sont parvenues à un accord jugé favorable aux salariés par la section Trafic aérien du Syndicat des services publics (SSP).
En octobre 2020, la CCT échue n'est pas renouvelée. Une proposition de négociation de la Chambre des relations collectives de travail n'aboutit pas. En janvier 2021, la direction de Swissport envoie des congés-modifications des contrats de travail, c'est-à-dire que les employés doivent accepter des baisses de salaire mensuel de 500 à 1200 CHF, avec une augmentation du temps de travail, faute de quoi ils seraient licenciés. Ils réagissent par une manifestation à l'aéroport, puis une délégation rencontre le Conseiller d'État Dal Busco,.
La semaine suivante les conseillers d’État Mauro Poggia et Serge Dal Busco reçoivent une délégation des parties et nomment l’ancien conseiller d’État David Hiler comme médiateur. Le 29.1.2021 le Grand Conseil estime que les revendications des travailleurs sont légitimes. Il vote une motion « pour des conditions salariales et de travail dignes à Swissport » et une résolution « Soutenons les employés de Swissport et combattons le dumping salarial ».